# Королевский госпиталь Килмэйнхэм
Королевский госпиталь Килмэйнхэм (ирл. Ospidéal Ríochta Chill Mhaighneann) в районе Килмейнеме, Дублин, это бывшая больница XVII века в Килмэйнхеме в Ирландии. Сейчас в здании располагается Ирландский музей современного искусства.

## История
На этом месте в 1174 году был основан монастырь, который был построен графом Стронгбоу. В 1530-х годах Британская Корона распустила множество монастырей, в том числе и этот.
В период с 1679 по 1687 год по заказу лорда-лейтенанта Ирландии Джеймса Батлера, 1-го герцога Ормонда, генеральный землемер Уильям Робинсон построил госпиталь для отставных солдат ирландской армии. Первым управляющим госпиталя стал полковник Джон Джеффрис, ветеран валлийской армии, который верно служил короне во время Английской революции. Ему было назначено ежегодное жалование в размере 300 фунтов стерлингов.
Однако финансирование госпиталя было ограниченным. Из петиции, поданной Джеффрисом королю Якову II в 1686 году, стало ясно, что большинство первоначальных источников финансирования иссякли.
В основе архитектурного решения лежит концепция парижской больницы для инвалидов. Она включает в себя внешний фасад и внутренний двор. Этот проект стал прототипом для строительства военного госпиталя в Челси, которое началось в следующем году.
Башня Ричмонд, расположенная в конце главной аллеи, ведущей к Королевскому госпиталю, была создана Фрэнсисом Джонстоном, одним из выдающихся архитекторов своего времени..
Кладбище Королевской больницы Килмейнхем, включая Буллис Акр, находится примерно в 400 метрах к западу. Поперечный вал на бывшем кладбище может быть остатками пограничного креста, который был связан с монастырём IX века, расположенным на этом месте..
После создания Ирландского свободного государства Королевская больница рассматривалась как здание для Парламента Ирландии. Но было решено оставить парламент во временном доме в Ленстер-хаусе. Госпиталь оставался домом солдат, до закрытия в 1927 году. Впоследствии он использовался службой безопасности Гарда Шихана как место хранения имущества, принадлежащего Национальному музею Ирландии. Большая статуя королевы Виктории, которая раньше стояла на переднем дворе Лейнстер-хауса, до того как её убрали в 1947 году, хранилась в главном дворе больницы, хранились и различные государственные кареты, включая карету лорда-канцлера Ирландии. Королевский госпиталь в Килмейнхеме отреставрирован правительством Ирландии в 1984 году и открыт как Ирландский музей современного искусства (IMMA).
Каждый год в Национальный день памяти, в ближайшее к 11 июля воскресенье, в годовщину перемирия завершившего Войну за независимость Ирландии, президент Ирландии в присутствии членов правительства, палаты представителей и сената, государственного совета, представителей сил обороны, судебной власти и дипломатического корпуса, возлагает во дворе венок в память о всех ирландцах и ирландках погибших в прошлых войнах и на службе в Организации Объединённых Наций.
В последние годы Королевская больница Килмэйнхэм стала популярным местом для проведения концертов в летние месяцы. В прошлом здесь выступали такие исполнители, как: Blur, Дэмиен Райс, Tame Impala, Kodaline и Патти Смит. Вечером 28 мая 2022 года группа The Frames провела на территории больницы концерт в честь своего 30-летия, собрав около 10 000 поклонников.

## Галерея

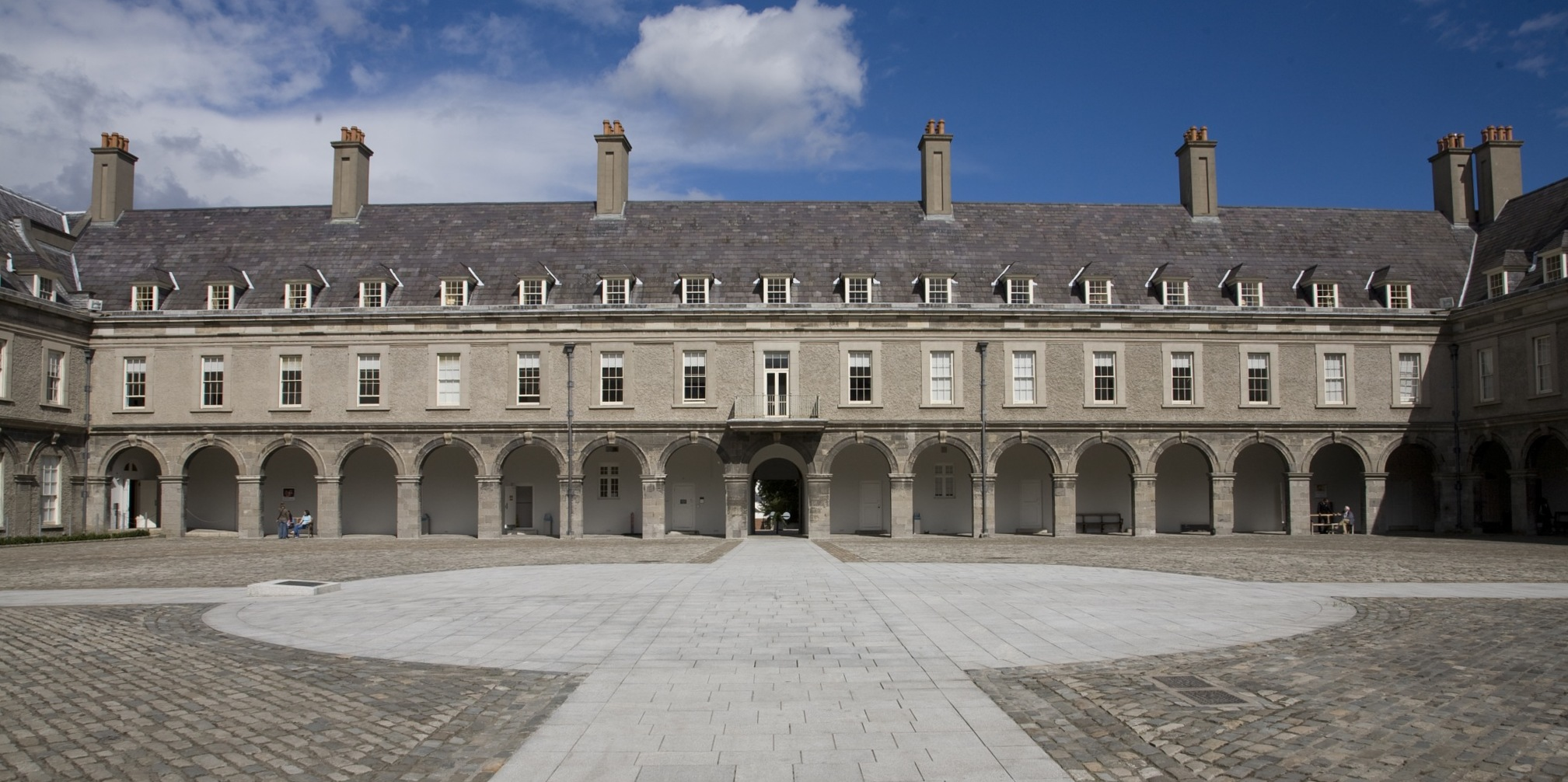
Внутренний двор
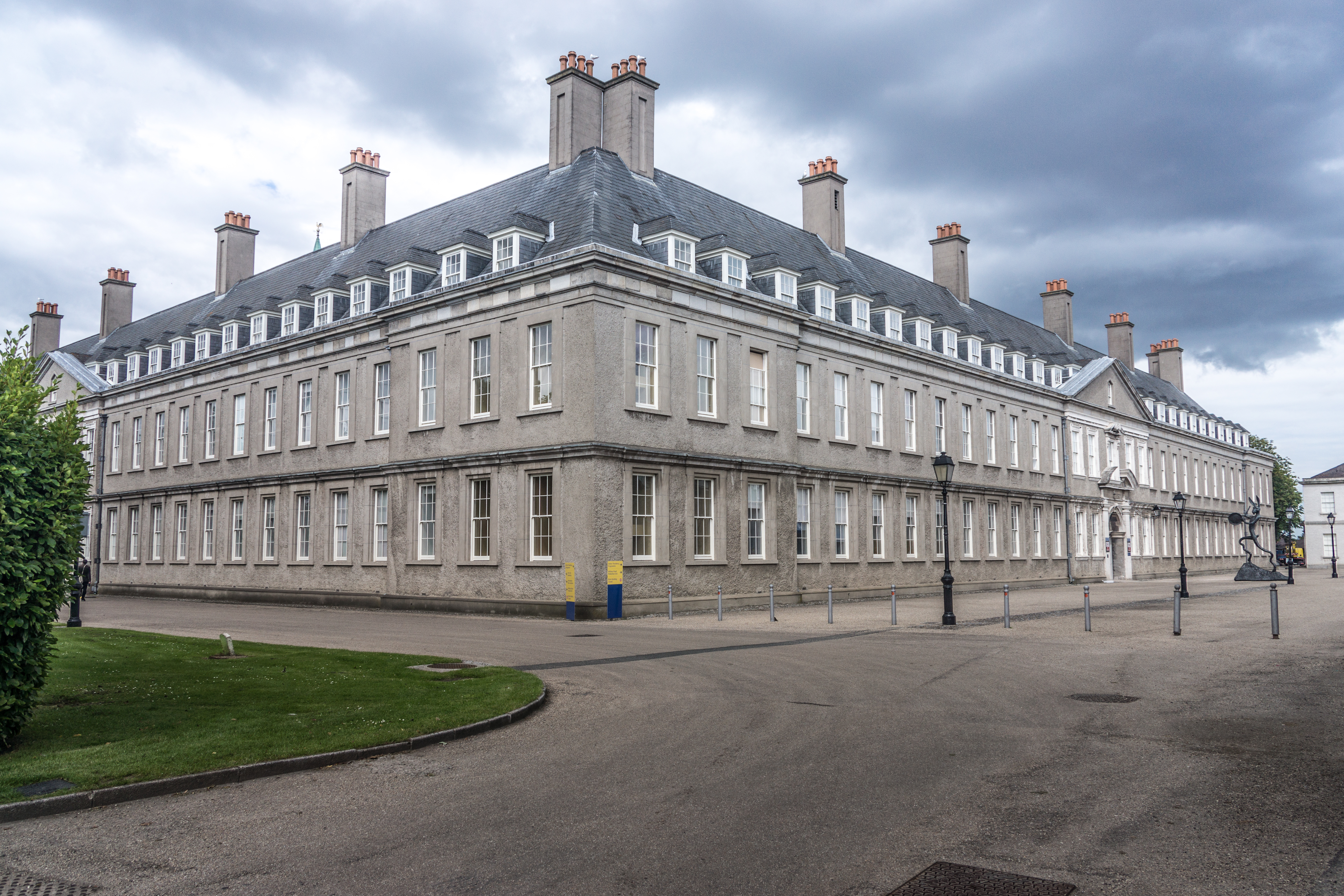
Главный фасад
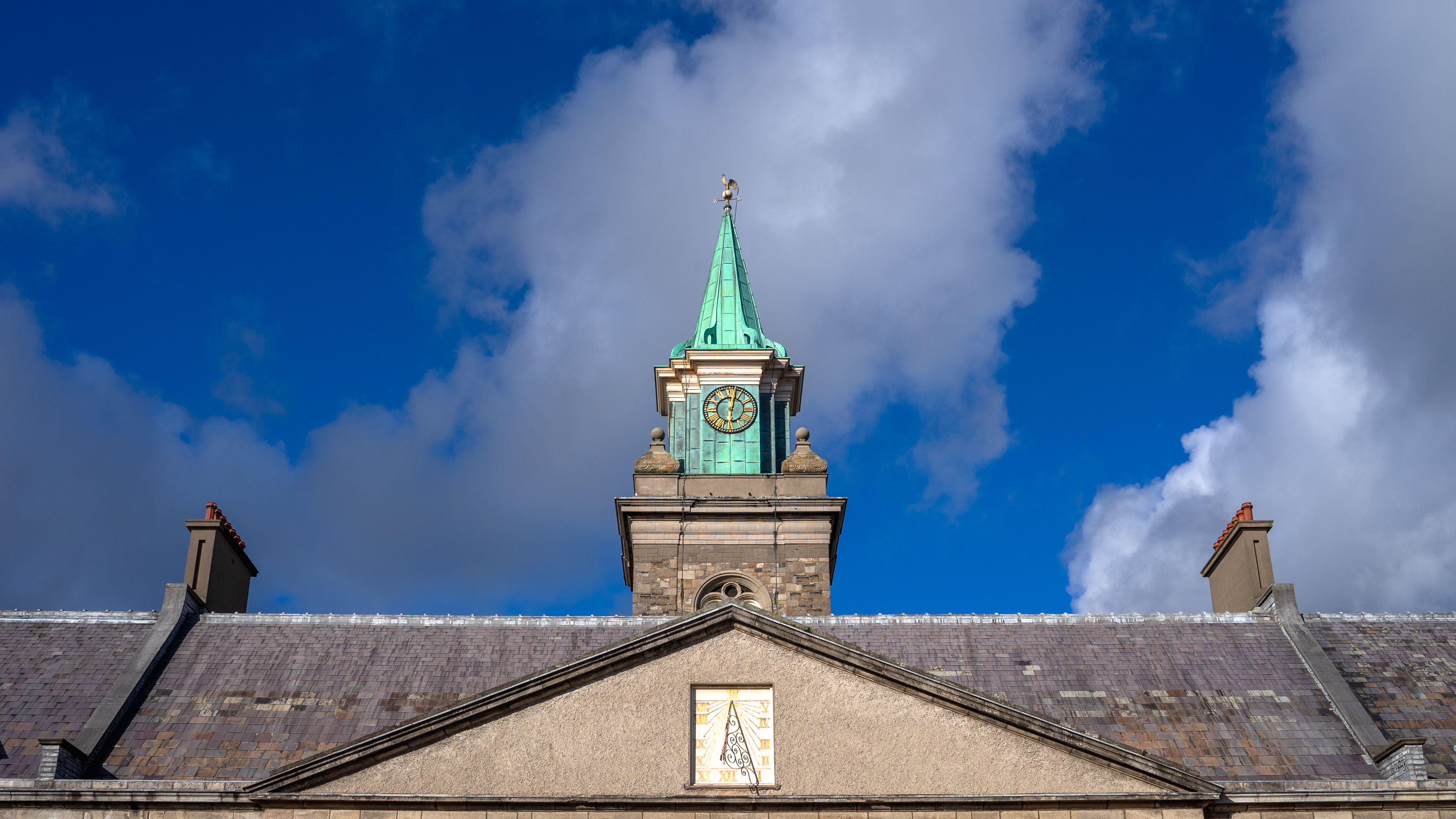
Часовая башня на северной стороне Внутреннего двора

## Примечание
1. ↑  Lennox Barrow, G. (1 июня 1985). The Knights Hospitaller of St. John of Jerusalem at Kilmainham. Dublin Historical Record. 38 (3): 108–112. JSTOR 30100662.
2. ↑  Sir William Robinson. Oxford Dictionary of National Biography (online ed.). Oxford Dictionary of National Biography.
3. 1 2  Royal Hospital Kilmainham. Heritage Ireland. Дата обращения: 10 мая 2019. Архивировано 10 мая 2019 года.
4. ↑  Summerson, Sir John. Architecture in Britain 1530-1830. — 1993. — Yale University Press, 1953. — P. 221. — ISBN 0300058861.
5. ↑  Co. Dublin, Dublin, Circular Road South (Kilmainham), Royal Hospital. Dictionary of Irish Architects. Дата обращения: 10 мая 2019. Архивировано 2 июня 2019 года.
6. ↑  Guinness, Desmond. Dublin: A Grand Tour / Desmond Guinness, Jacqueline O'Brien. — London : Weidenfeld & Nicolson, 1994. — P. 38. — ISBN 978-0-297-82221-9.
7. ↑  Murphy, Sean. Bully's Acre and Royal Hospital Kilmainham graveyards: history and inscriptions. — Dublin : Divelina Publications, 1989. — P. 5. — ISBN 978-0-9512611-1-8. Архивная копия от 2 июня 2024 на Wayback Machine
8. ↑  A Parliament seeking a home. Oireachtas (3 апреля 2019). Дата обращения: 10 мая 2019. Архивировано 1 апреля 2019 года.
9. ↑  Statues of Dublin: The unveiling (and removal) of Queen Victoria. Come here to me (24 мая 2012). Дата обращения: 10 мая 2019. Архивировано 10 мая 2019 года.
10. ↑  The Lord Mayor's Coach. Dublin City. Дата обращения: 10 мая 2019. Архивировано 10 мая 2019 года.
11. ↑  Twenty years of the Irish Museum of Modern Art. The Irish Times. 19 марта 2011. Архивировано 29 марта 2019. Дата обращения: 10 мая 2019.
12. ↑  Dublin ceremony remembers Irish war dead. Irish Times. 9 июля 2006. Архивировано 8 декабря 2022. Дата обращения: 10 мая 2019.
13. ↑  Murray, Jess. Live Report: The Frames relish triumphant return at the Royal Hospital Kilmainham, Dublin. Hotpress. Дата обращения: 9 июня 2024. Архивировано 7 июня 2023 года.